# Никола Асланов
Никола Христов Асланов е български революционер, деец на Вътрешната македоно-одринска революционна организация.

## Биография
Никола Асланов е роден в 1875 година в Лозенград, днес Къркларели, Турция. Занимава се с търговия. В 1896 г. става член на ВМОРО. През 1900 г. е избран за член на околийския революционен комитет в Лозенград. В същата година е арестуван при Керемидчиоглувата афера и е изтезаван. Осъден е на 10 години затвор и е изпратен на заточение в крепостта Паяс Кале в Мала Азия, където умира в 1905 година.